# 小江水库
小江水库位于中国广西壮族自治区北海市博白县和合浦县交界，是以灌溉为主，兼有防洪、发电、供水、养殖等功能的大（二）型水库，建有主副坝17座，溢洪道2座，坝后水电站1座。小江水库与旺盛江水库共同组成合浦水库。